# بنیاد آقاخان
بنیاد آقاخان (AKF) سازمانی بین‌المللی خصوصی و غیرانتفاعی در زمینهٔ توسعه است که در سال ۱۹۶۷ توسط شاه کریم الحسینی، آقاخان چهارم، چهل و نهمین امام موروثی شیعیان اسماعیلی تأسیس شد. بنیاد آقاخان در پی ارائه راه‌حل‌های بلندمدت برای مشکلات فقر، گرسنگی، بی‌سوادی و بیماری در فقیرترین مناطق جنوب و مرکز آسیا، شرق و غرب آفریقا و خاورمیانه است. در این مناطق، به نیازهای جوامع روستایی در نواحی کوهستانی، ساحلی و کم‌منابع، توجه ویژه‌ای دارد. فعالیت‌های بنیاد اغلب به تقویت کار سایر نهادهای خواهر در شبکه توسعهٔ آقاخان (AKDN) کمک می‌کند. در حالی که این نهادها بر اساس ماموریت‌های مختلف مربوط به حوزه‌های تخصصی خود (محیط‌زیست، فرهنگ، خردمالی، بهداشت، آموزش، معماری، توسعه روستایی) هدایت می‌شوند، فعالیت‌هایشان معمولاً هماهنگ شده تا تأثیر کلی شبکه را در هر مکان یا جامعه‌ای «چند برابر» کنند. بنیاد آقاخان همچنین با شرکای محلی، ملی و بین‌المللی همکاری می‌کند تا به بهبود پایدار زندگی در ۱۴ کشوری که برنامه‌های خود را اجرا می‌کند، دست یابد. دفتر مرکزی بنیاد در ژنو، سوئیس قرار دارد.
بنیاد آقاخان بنیادی خیریه است که با هدف اجرای «اخلاق اسلام در ارائه مهربانی و مراقبت به نیازمندان در جامعه» توسط آقاخان چهارم تأسیس شده است. بنیاد آقاخان نقش واسطه‌ای برای ارتباط جهان در حال توسعه با بیرون را ایفا می‌کند، به گونه‌ای که فلسفهٔ انسانی اسلام را با مسائل توسعهٔ نوین اسماعیلی‌ها و مسلمانان دیگر، پیوند می‌دهد. منابع مالی فعالیت‌های بنیاد آقاخان از آقاخان چهارم، جامعهٔ اسماعیلی نزاری، نهادهای محلی و بین‌المللی اهداکننده، مؤسسات مختلف و افراد تأمین می‌شود. بنیاد آقاخان از زمان تأسیس خود به یک نهاد جهانی توسعهٔ شناخته‌شده تبدیل شده و برنامه‌هایی در آسیا، آفریقا، اروپا و آمریکای شمالی دارد. دفتر مرکزی بنیاد آقاخان در ژنو قرار دارد و دارای بیست شعبه در کشورهای مختلف است که همه به اهداف مشترکی تحت نظارت هیئتی از مدیران به ریاست امام اسماعیلی تلاش می‌کنند. فعالیت‌های بنیاد آقاخان در سه حوزه سلامت، آموزش و توسعه روستایی مرتبط است.